# Артефакт (фильм, 2002)
«Артефакт», или «Орудие убийства» — американский фильм ужасов 2001 года режиссёров Дэнни Грейвза и Ричарда Уэнка. Премьера состоялась 24 февраля 2002 года.

## Сюжет
Ученик по имени Брэд хорошо учится, однако на него не смотрит ни одна из девушек, над ним издеваются и он полон комплексов. Однажды к нему приходит посылка со странным тотемом, изображающим бычий член. К тотему была приложена записка, сообщающая, что тотем выполнит любые его три желания. Первой мыслью Брэда было желание влюбить в себя самую красивую из девушек, однако что-то встревожило его. А в это время неизвестный в плаще начинает последовательно убивать одноклассников Брэда. Впоследствии выясняется связь между убийцей и странным тотемом.

## В ролях
- Майкл Уэстон — Бретт Бамперс
- Александра Холден — Саманта Уоррен
- Хантли Риттер — Коди
- Остин Пендлтон — мистер Тернер
- Алан Джон Бакли — Хоуи
- Майкл Ли Эдей — детектив Спарки Шоу
- Грегори Кук — детектив Джефф Бауэр
- Скотт Кодилл — Блейн